# Nguyễn Văn Tiễn
Nguyễn Văn Tiễn (1908–1971), thường gọi là Ba Tiễn, là nhà cách mạng Việt Nam, Bí thư Tỉnh ủy Vĩnh Long và Tỉnh ủy Rạch Giá của Đảng Cộng sản Việt Nam, Chủ tịch đầu tiên của tỉnh Rạch Giá.

## Cuộc đời
Nguyễn Văn Tiễn sinh ngày 8 tháng 11 năm 1908 ở làng Phú Đức, quận Châu Thành, tỉnh Vĩnh Long, nay thuộc thị trấn Long Hồ, huyện Long Hồ, tỉnh Vĩnh Long. Ông chỉ được giáo dục ở trường làng nhưng sớm thể hiện tinh thần cách mạng, gia nhập Hội Việt Nam Cách mạng Thanh niên.
Năm 1929, ông gia nhập An Nam Cộng sản Đảng, tiếp tục hoạt động ở quận Tam Bình. Tháng 2 năm 1930, Đảng Cộng sản Việt Nam (sau đổi tên thành Đảng Cộng sản Đông Dương) được thành lập trên cơ sở hợp nhất An Nam Cộng sản Đảng, Đông Dương Cộng sản Đảng và Đông Dương Cộng sản Liên đoàn. Nguyễn Văn Tiễn gia nhập Đảng Cộng sản Việt Nam, cùng Nguyễn Văn Nhung xây dựng cơ sở Đảng ở Cái Ngang. Tháng 9 năm 1930, Chi bộ Cái Ngang được thành lập do ông làm Bí thư. Tháng 11, trên cơ sở bốn Chi bộ cộng sản trong quận, Quận ủy Tam Bình được thành lập do Nguyễn Văn Nhung làm Bí thư, Nguyễn Văn Tiễn làm Phó Bí thư.
Tháng 2 năm 1931, dưới sự chỉ đạo của Xứ ủy Nam Kỳ, Tỉnh ủy Vĩnh Long được thành lập do Ngô Văn Chính làm Bí thư, Nguyễn Văn Nhung làm Phó Bí thư. Nguyễn Văn Tiễn được bổ sung vào Tỉnh ủy. Do sự khủng bố dữ dội của thực dân Pháp, Ngô Văn Chính được điều lên Xứ ủy, Nguyễn Văn Nhung đảm nhận vai trò Bí thư Tỉnh ủy, Nguyễn Văn Tiễn làm Phó Bí thư Tỉnh ủy.
Tháng 4, Tỉnh ủy Vĩnh Long bị vỡ, Bí thư Tỉnh ủy Nguyễn Văn Nhung bị Pháp bắt. Tháng 5, Tỉnh ủy được củng cố lại, Nguyễn Văn Tiễn được cử làm Bí thư Tỉnh ủy, Đặng Văn Quang làm Phó Bí thư Tỉnh ủy. Đầu tháng 6, cơ quan Tỉnh ủy Vĩnh Long ở Ngã ba Cần Thơ (nay thuộc phường 2, thành phố Vĩnh Long) bị Pháp vây quét, ông cùng phần lớn các Tỉnh ủy viên bị Pháp bắt giữ.
Năm 1933, ông ra tù, di chuyển đến quận Cà Mau (Bạc Liêu) để tiếp tục hoạt động. Năm 1936, ông được bầu làm Tỉnh ủy viên Tỉnh ủy Bạc Liêu. Năm 1940, ông lại bị bắt và đày ở Tà Lài (Biên Hòa).
Tháng 3 năm 1945, sau sự kiện Nhật đảo chính Pháp, ông cùng nhiều đồng chí vượt ngục trở về Long Xuyên tiếp tục hoạt động. Tỉnh ủy Long Xuyên được tái lập do Nguyễn Văn Nhung làm Bí thư, Nguyễn Văn Tiễn làm Tỉnh ủy viên.
Đầu tháng 5, Liên Tỉnh ủy Hậu Giang quyết định cử Nguyễn Văn Tiễn và Lý Thị Trung đến Rạch Giá để củng có lại Tỉnh ủy. Cuối tháng, hội nghị Tỉnh ủy lâm thời Rạch Giá đã bầu Nguyễn Văn Tiễn làm Bí thư Tỉnh ủy. Đêm ngày 25 tháng 8, ông đã chủ trì hội nghị Tỉnh ủy và Ủy ban Khởi nghĩa tỉnh, quyết định phát động khởi nghĩa giành chính quyền.
Ngày 28 tháng 8, khởi nghĩa thành công, Ủy ban Hành chính tỉnh Rạch Giá được thành lập do Nguyễn Văn Tiễn làm Chủ tịch. Tháng 10, ông rời khỏi chức vụ Bí thư Tỉnh ủy, tiếp tục đảm nhiệm chức vụ Chủ tịch tỉnh cho đến năm 1948. Đầu năm 1949, ông được điều đến tham gia Tỉnh ủy Cần Thơ, giữ chức vụ Tỉnh đội trưởng Tỉnh đội Cần Thơ. Không lâu sau, ông được rút về Khu 9, phụ trách Phòng Dân quân, được bầu bổ sung vào Khu ủy. Năm 1950, ông là Bí thư Đảng ủy, Phó phòng Quân giới Khu 9 cho đến tháng 2 năm 1954.
Năm 1954, sau Hiệp định Genève, ông tập kết ra bắc, công tác ở Bộ Lao động, Bộ Công nghiệp, giữ chức Hiệu trưởng trường Nghiệp vụ Bộ Công nghiệp.
Năm 1965, ông nghỉ hưu. Ngày 21 tháng 11 năm 1971, ông mất ở Hà Nội, thọ 63 tuổi.

## Gia đình
Gia đình ông Nguyễn Văn Tiễn hiện đang sinh sống ở huyện Kế Sách, tỉnh Sóc Trăng.

## Bên lề
Năm 2016, cuốn sách tiểu sử của cố Thủ tướng Võ Văn Kiệt bị chỉ ra nhiều sai sót, trong đó có một người tên là Nguyễn Văn Tiểng bị viết thành Nguyễn Văn Tiễn.